# Reposteiro-mor
Reposteiro-mor era o fidalgo da Casa Real que chegava ao rei ou algum membro da sua família próxima a almofada ou a cadeira quando se ajoelhava ou se sentava. Tem à sua guarda o reposte.